# Fiat Professional
Fiat Light Commercial Vehicles S.p.A. es una filial de diseño y comercialización de vehículos comerciales ligeros, propiedad de Stellantis. Opera con la marca Fiat Professional y la gama se complementa dentro de Fiat S.p.A. con los vehículos comerciales de Iveco.
Desde 1978 con la creación de Sevel, Fiat S.p.A. colabora con PSA Peugeot-Citroën en la fabricación de furgonetas de tamaño pequeño, mediano y grande. En 2010, se anunció un acuerdo para, adicionalmente, fabricar en la planta de TOFAŞ en Bursa las furgonetas de tamaño medias de Opel.
Ha conseguido en cinco ocasiones el premio Furgoneta Internacional del Año, en 1994, 2006, 2008, 2009 y 2011, siendo el fabricante que más distinciones atesora desde la fundación de dicho galardón.

## Modelos actuales

### Furgones

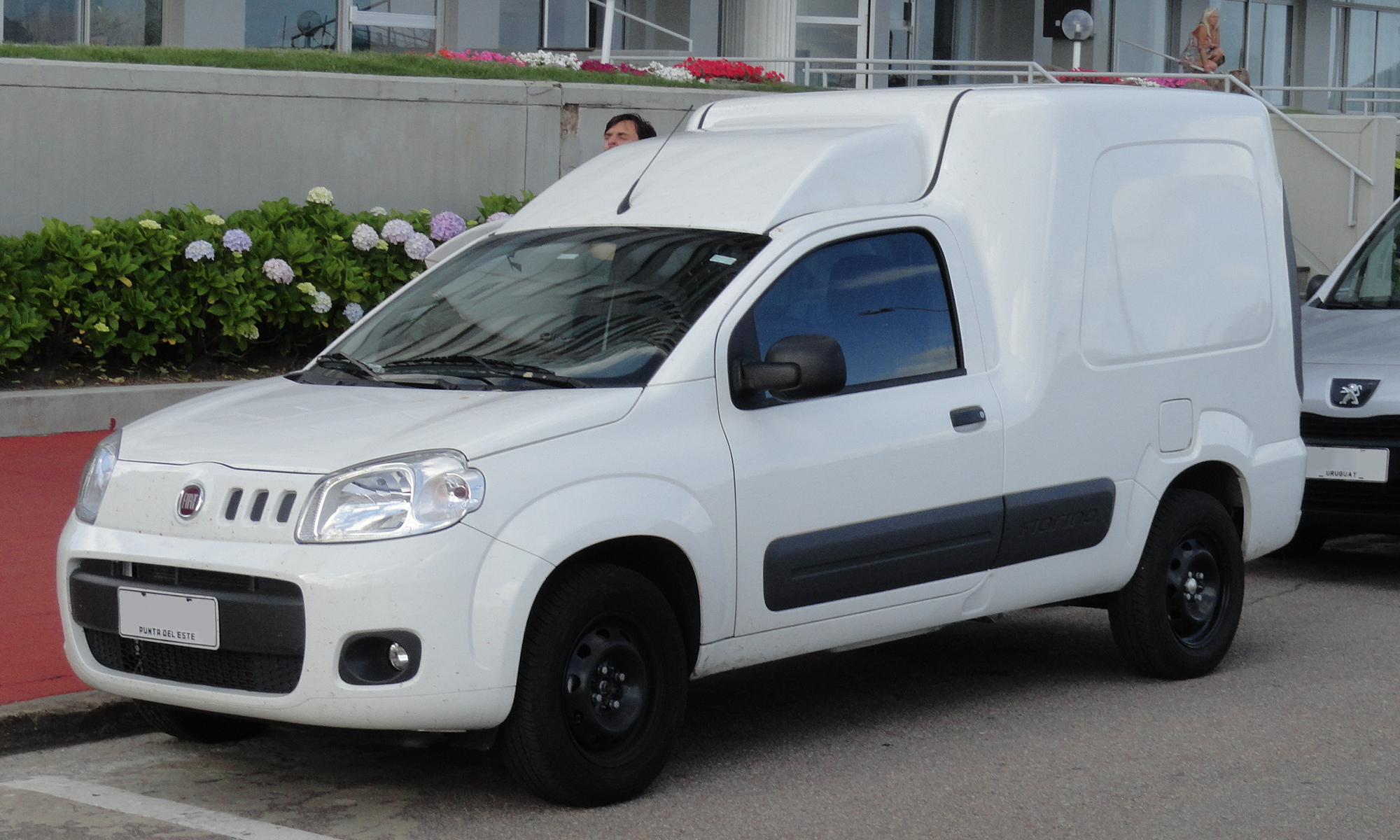
Fiorino
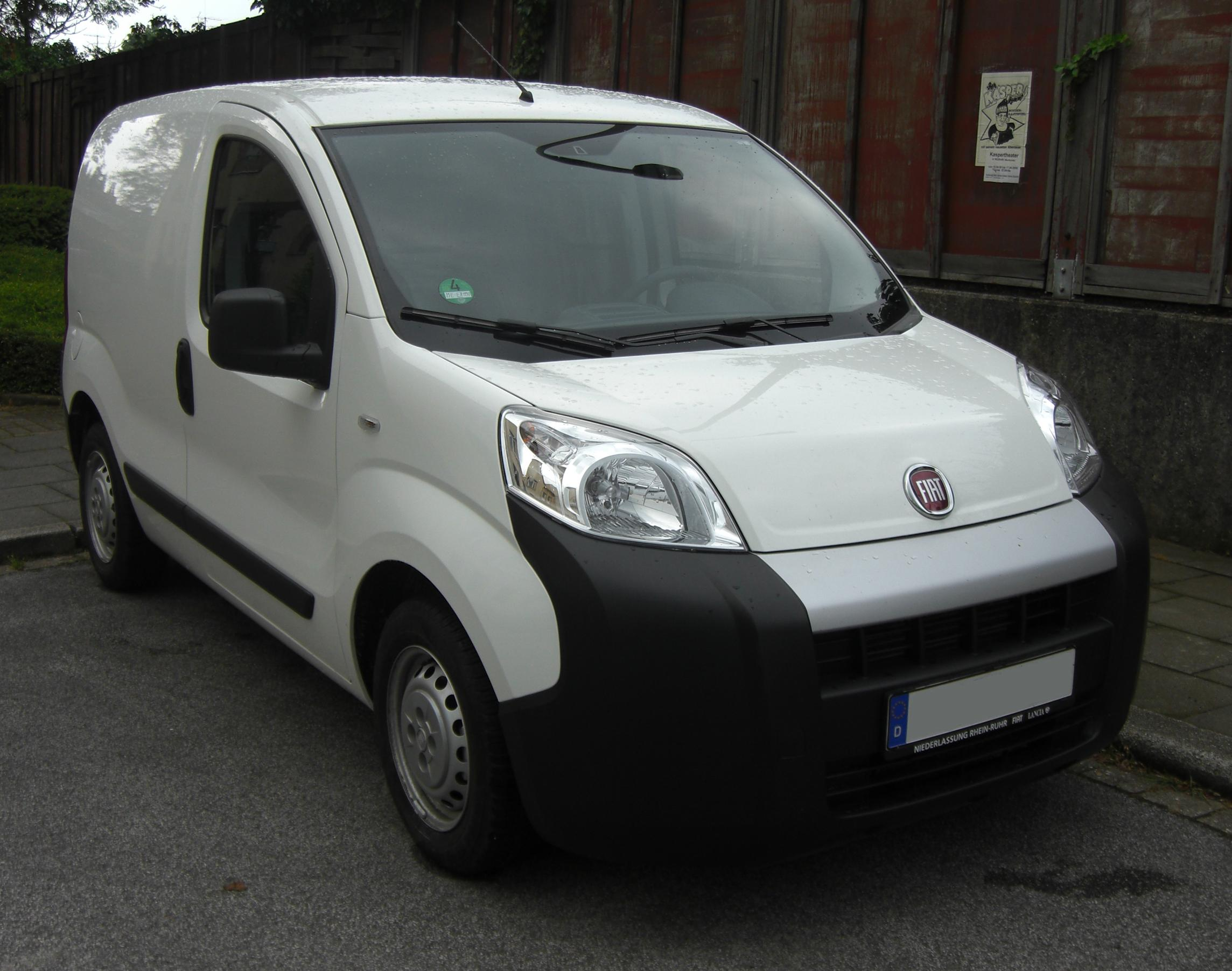
Fiorino Qubo
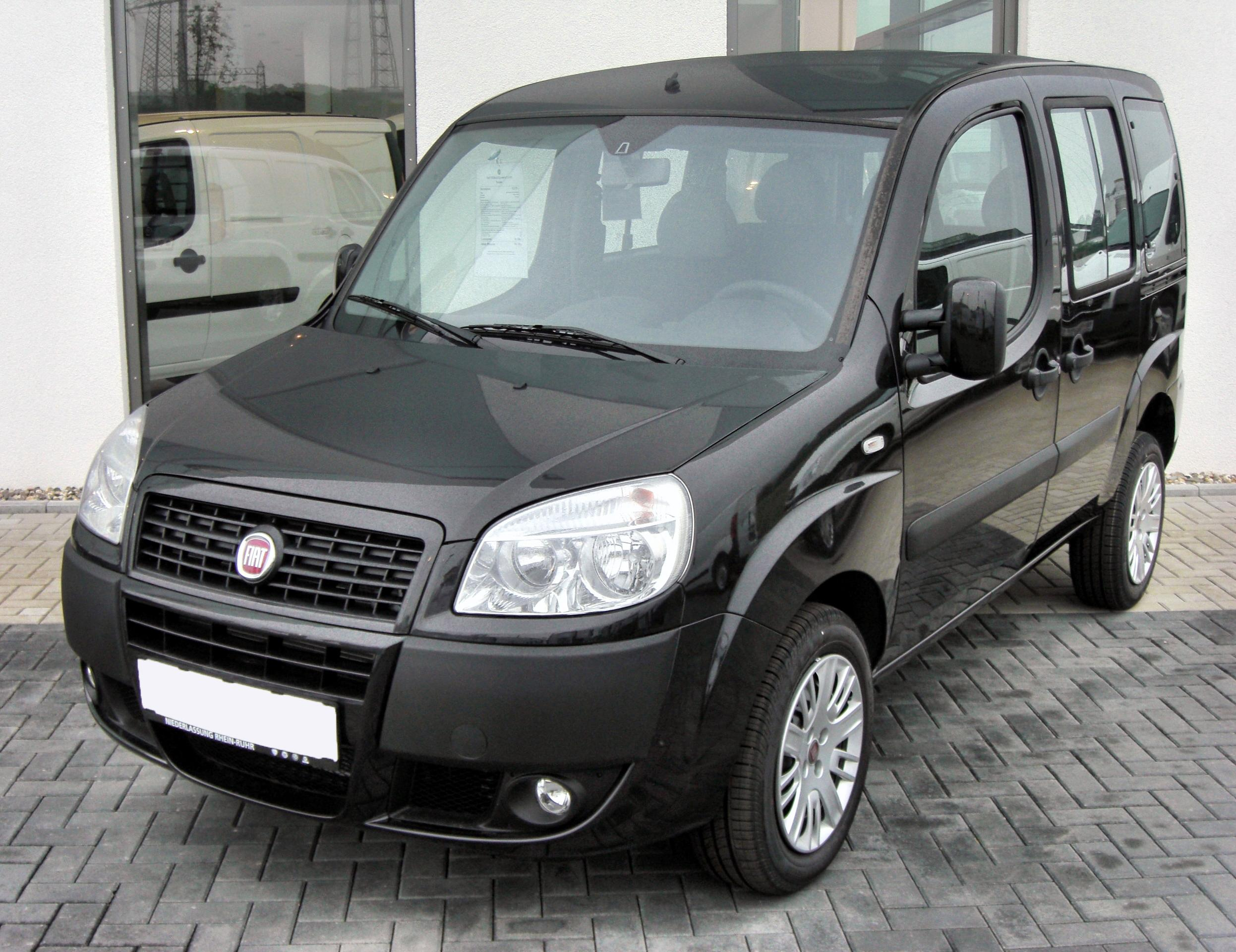
Doblò I
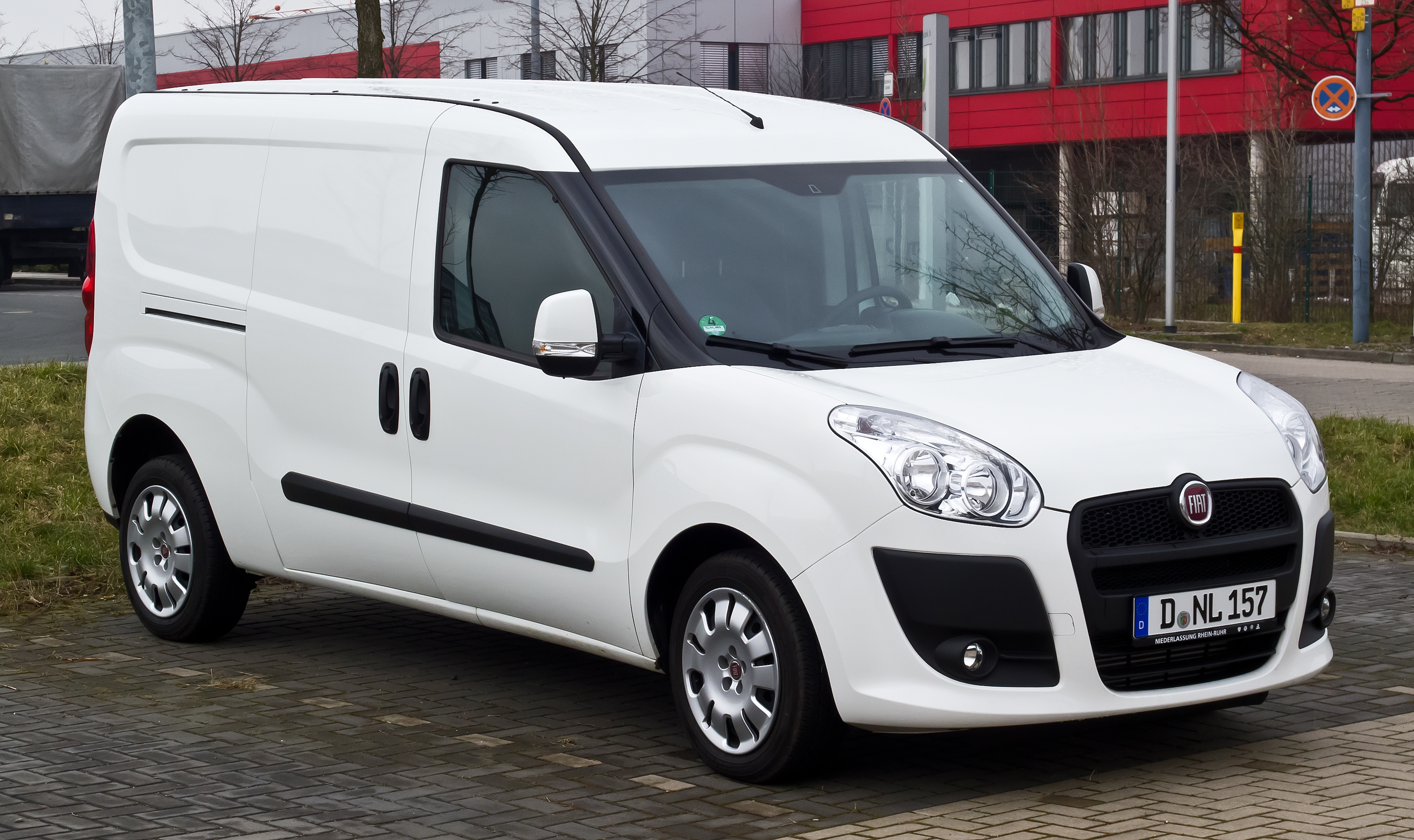
Doblò II
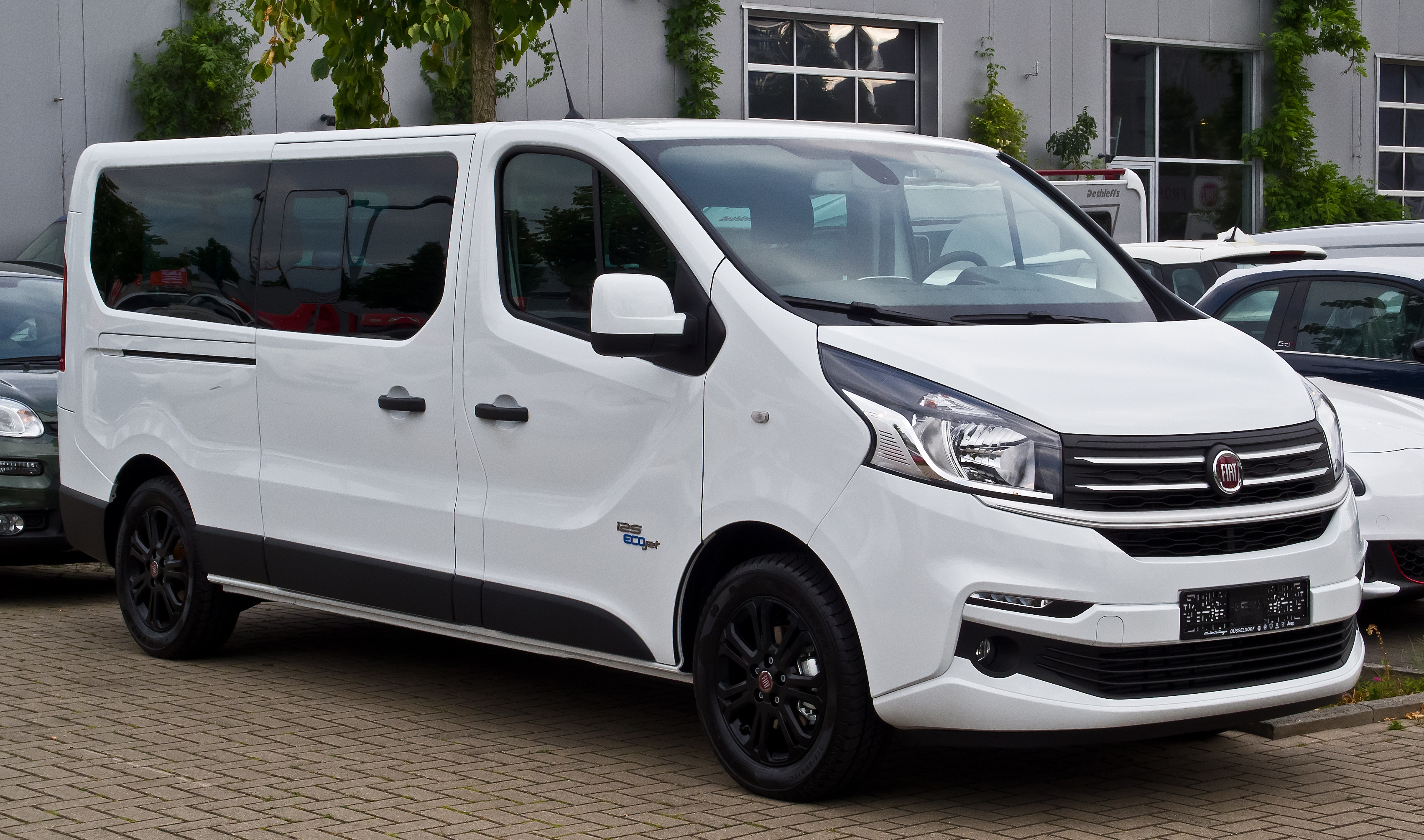
Talento
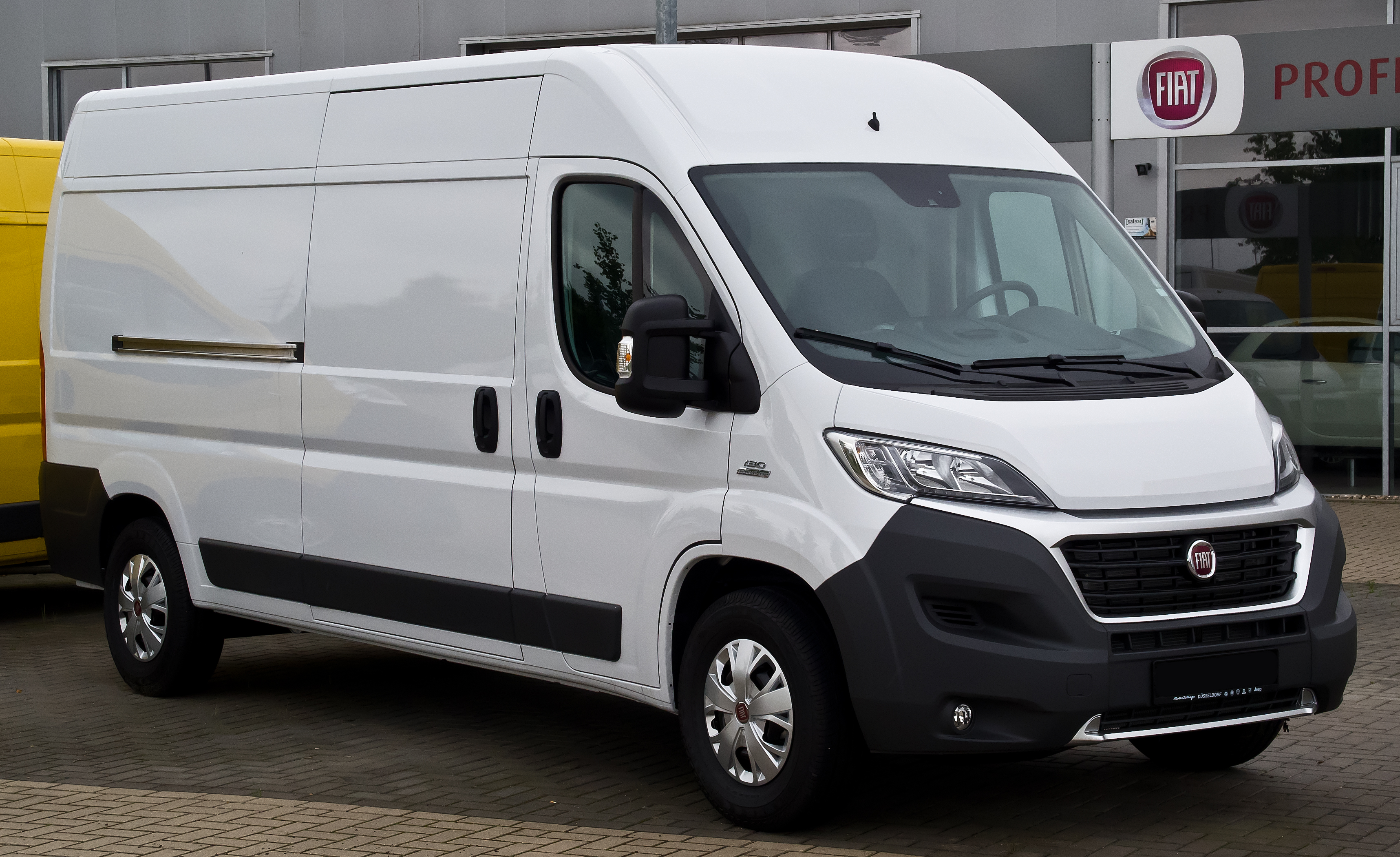
Ducato

### Pick-ups

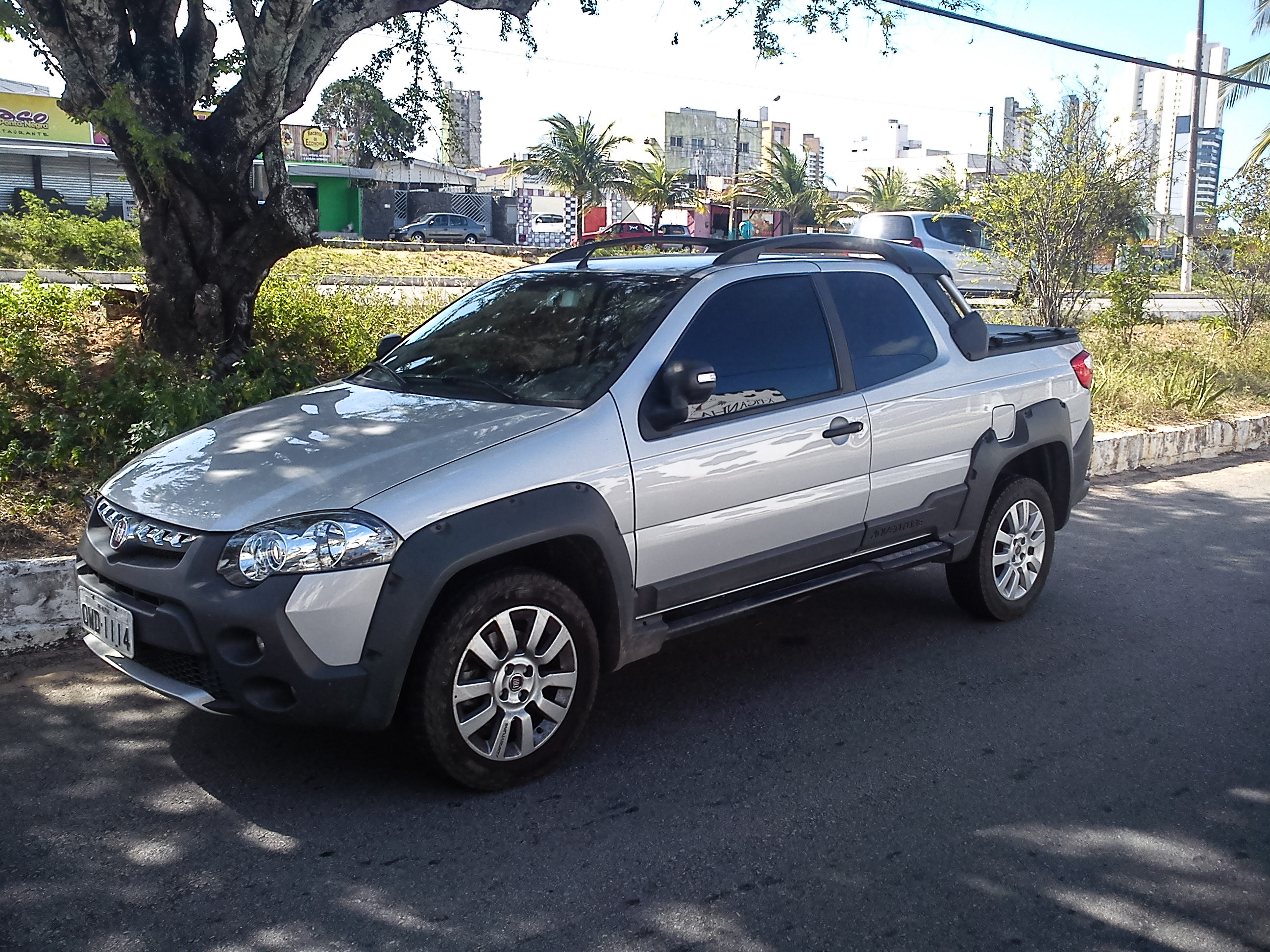
Strada
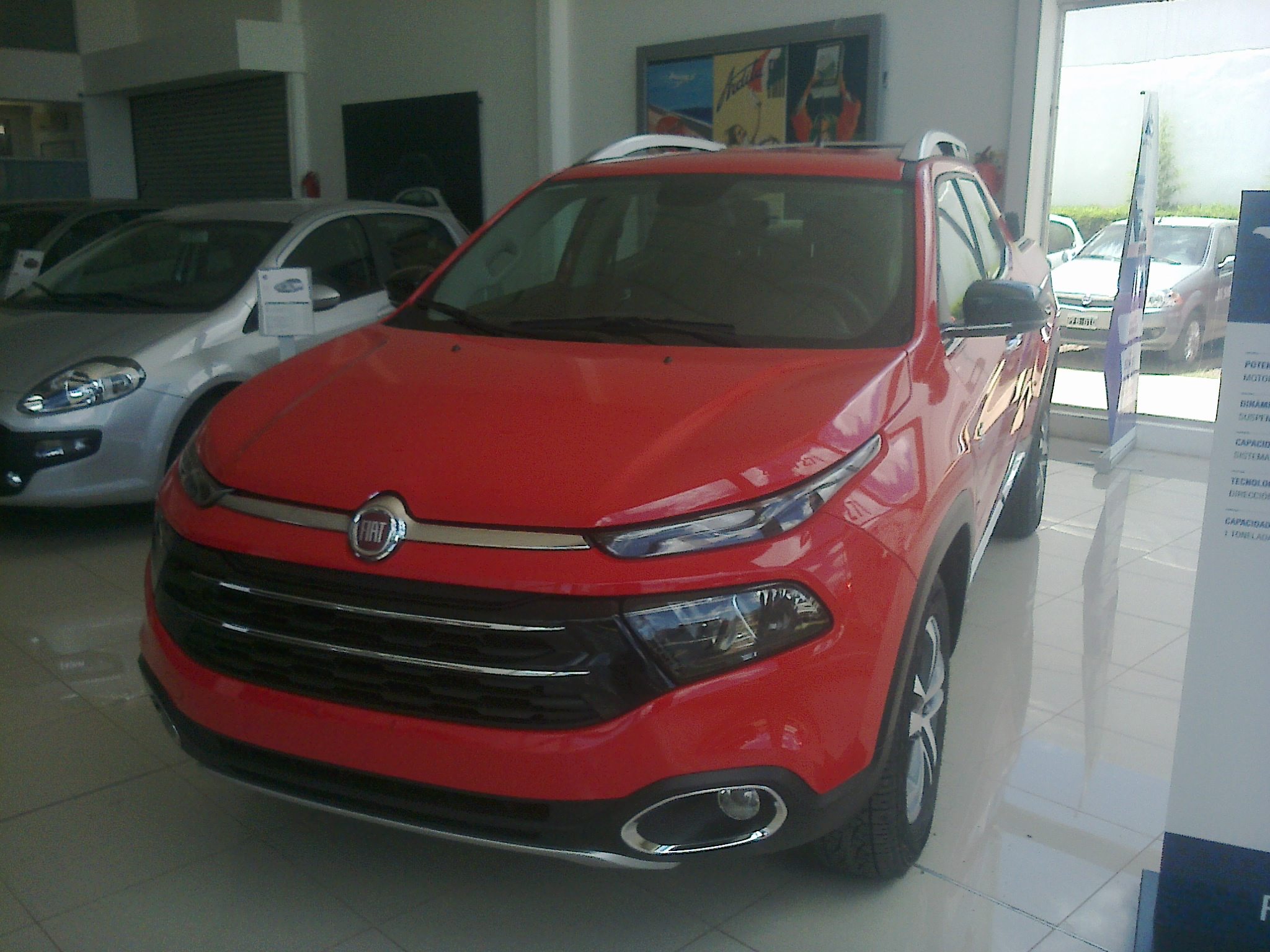
Fiat Toro
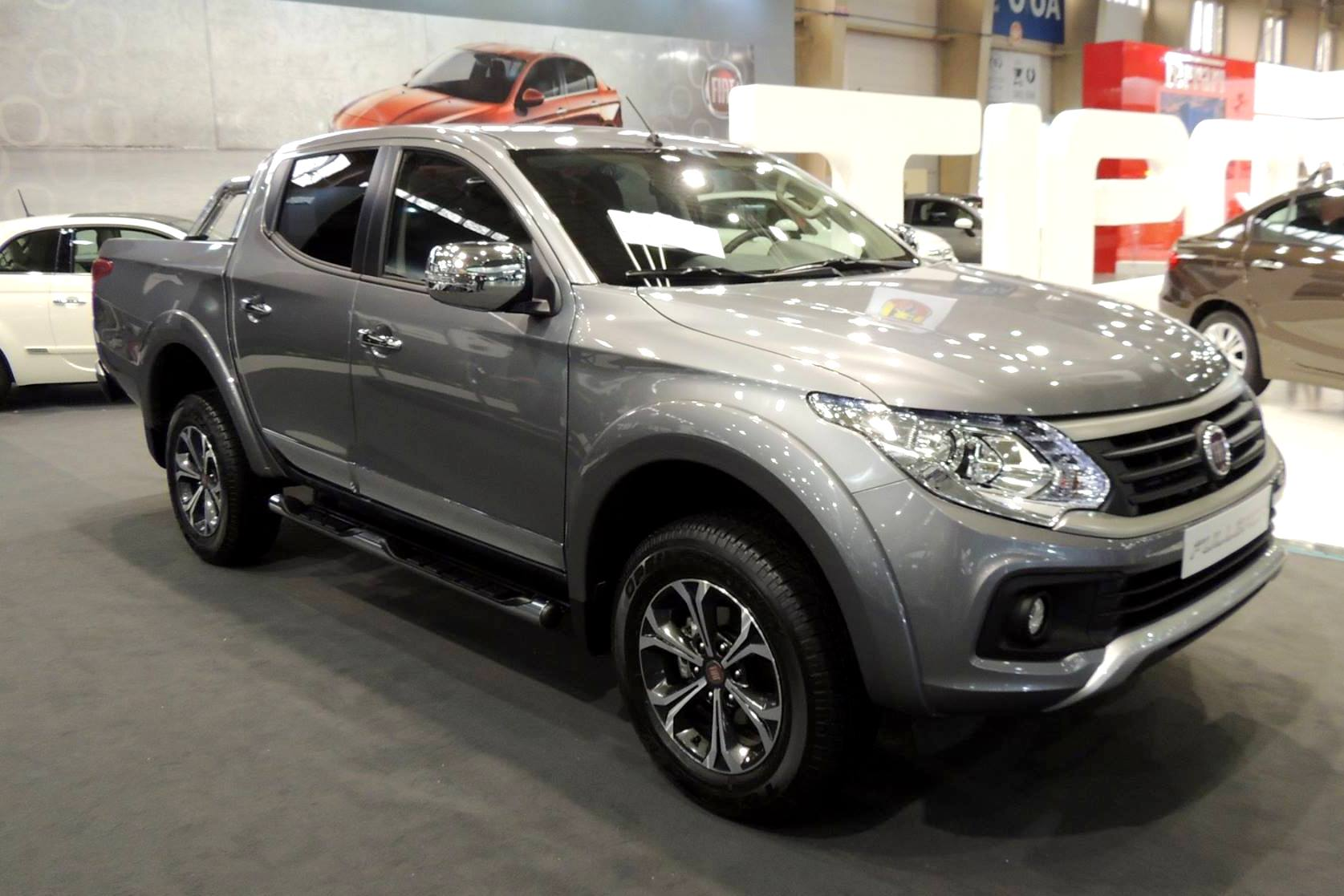
Fullback

### Derivados
Bajo la marca Fiat Professional también se comercializan, con características especialmente adaptadas, versiones comerciales de algunos modelos de Fiat:
- Fiat Panda Van
- Fiat Palio Van
- Fiat Punto Van

## Fábricas
Actuales
- Sevel Sud, Italia: Nueva Fiat Ducato
- Fiat Betim, Brasil: Fiat Strada, Fiat Doblò Fiat Fiorino Fiat Argo y Fiat Mobi
- Sete Lagoas, Brasil: Fiat Ducato
- TOFAŞ, Turquía: Fiat Doblò y Fiat Fiorino
- Severstal, Rusia: Fiat Doblò y Fiat Ducato
- Sevel Nord, Stellantis Hordain (Peugeot): Nueva Fiat Scudo

Anteriores
- Sevel Nord (en alianza con Peugeot): Fiat Scudo (2007-2016)
- Sandouville, Francia (en alianza con  Renault): Fiat Talento (2016-2020)